# Konrad Fischer (Maler)
Konrad Fischer (Pseudonym: Konrad Lueg; * 11. April 1939 in Düsseldorf; † 24. November 1996 ebenda) war ein deutscher Maler und Galerist.

## Leben
Fischer wurde als erstes Kind von Helmuth Fischer (1914–1978) und seiner Frau Ada Fischer, geb. Lueg (1909–1994), in Düsseldorf geboren. Seine beiden Schwestern Almut und Erika wurden 1941 beziehungsweise 1950 geboren. Während Fischers Vater, ein Direktor des Stahlkonzerns Mannesmann, häufig aus beruflichen Gründen verreist war, etwa für den Rohrleitungsbau in Ägypten und Libyen, prägten Fischers Kindheit seine großbürgerliche Mutter Ada – eine Enkelin Carl Luegs, eine Urenkelin Wilhelm Luegs und eine Großnichte Heinrich Luegs – sowie der ebenfalls im Haushalt lebende Bruder des Vaters, Hans-Georg Fischer, kurz „der Onkel“ genannt. In den Jahren nach dem Zweiten Weltkrieg wohnte die Familie auf einer Etage eines herrschaftlichen Einfamilienhauses, des Elternhauses der Mutter, in der Lindemannstraße in Düsseldorf-Düsseltal. Nach mehrmaligem Schulwechsel verließ Fischer das Gymnasium ohne Abitur. Als Stammgast der Künstlerkneipe Bobby’s in der Düsseldorfer Altstadt kam er bereits als Jugendlicher mit Künstlern in Kontakt, die sein Interesse für Kunst verstärkten. Gegen Ende seiner Schulzeit erlaubten ihm seine Eltern, privaten Mal- und Zeichenunterricht zu nehmen.
Von 1958 bis 1962 studierte Fischer an der Kunstakademie Düsseldorf, zunächst bei Bruno Goller, ab dem Wintersemester 1960/61 gemeinsam mit Sigmar Polke, Gerhard Richter und Manfred Kuttner bei Karl Otto Götz und ab 1961 in der Bühnenbildklasse von Teo Otto. Um „[…] bei der Häufigkeit des Namens Fischer etwaigen Verwechslungen aus dem Weg zu gehen“, nahm er bereits bei Studienbeginn den Familiennamen seiner Mutter an: „Ich nenne mich als Maler Konrad Lueg“. In der Gruppe mit Polke, Richter und Kuttner spielte Fischer durch den Umstand, dass er durch die Freundschaft mit dem zehn Jahre älteren Peter Brüning bereits viele Akteure der Düsseldorfer und internationalen Kunstszene kennengelernt hatte, einen Wortführer. Während seines Studiums setzte er sich unter anderem mit der Kunst von Cy Twombly, der Gruppe ZERO und Yves Klein auseinander. 1961 fuhr Fischer, ausgestattet mit dem früheren Dienstwagen und einer Tankkarte seines Vaters, zu Kunstausstellungen im In- und Ausland, etwa im Oktober des Jahres zu einer Joseph-Beuys-Ausstellung der Sammlung der Gebrüder Hans und Franz Joseph van der Grinten im Städtischen Museum Haus Koekkoek in Kleve. Am 14. November 1962 schrieb ihm Hans Schwippert, damals der Rektor der Kunstakademie, und bat ihn ohne Angabe von Gründen, sein „inzwischen 8-semestriges Studium (…) ab sofort als beendet zu betrachten.“ Über die Gründe für diesen Rauswurf wird – da sie nicht dokumentiert sind – spekuliert; möglicherweise spielte dabei eine Rolle, dass die Professorenschaft den im AStA aktiven Fischer als „aufmüpfig“ empfand. In diesem Zusammenhang wurde über verschiedene Arbeiten berichtet, die Fischer und Richter zur „Weihnachtsausstellung Düsseldorfer Künstler“ eingereicht hatten, unter anderem ein Eimerchen Spekulatius, ein Paar Skistiefel, besprüht mit Kunstschnee, und einen Weckmann in einem „wunderschönen Barockrahmen“.
Da ihm eine Galerie fehlte, die seine Interessen wahrnahm, organisierte Fischer mit Kuttner, Polke und Richter 1963 in einem Düsseldorfer Ladenlokal, einer ehemaligen Metzgerei in der Kaiserstraße 31a, schräg gegenüber der früheren Galerie 22 von Jean-Pierre Wilhelm, die erste Ausstellung deutscher Pop Art, genannt Demonstrative Ausstellung. Wenige Wochen nach der Ausstellung besuchte er mit Freunden, unter anderem mit Richter, die Kunsthändlerin Ileana Sonnabend in Paris, wo sie zum ersten Mal Originale von Roy Lichtenstein sahen, ein „großes Erlebnis“, von dem er „sich angesprochen fühlte“. Anfang 1964 heiratete Fischer Dorothee Franke (* 1937), die er als Lehramtsstudentin des Fachs Bildende Kunst 1961 an der Kunstakademie Düsseldorf kennengelernt hatte und inzwischen an einem Gymnasium als Referendarin arbeitete. Unter dem Titel Prospect initiierte Fischer 1968 zusammen mit Hans Strelow eine Reihe internationaler Verkaufsausstellungen in der im Vorjahr neu errichteten Kunsthalle Düsseldorf. Im Alter von 57 Jahren starb Fischer an Krebs.
Konrad Lueg war Mitglied im Deutschen Künstlerbund.

## Werk

### Eigene Kunst
Als Maler Konrad Lueg arbeitete er von 1963 bis 1968. Lueg erstellte in bewusst gewählter Nähe zu Tapeten sogenannte „Pattern Paintings“ (Tapetenmuster-Gemälde). Er kooperierte eng mit Sigmar Polke und Gerhard Richter. Den in den sozialistischen Ländern des Ostblocks als offizielle Kunstrichtung weitgehend vorgeschriebenen Sozialistischen Realismus ironisierend kreierten sie den Kapitalistischen Realismus, mit dem sie sich kritisch mit der Konsumorientierung des Westens auseinandersetzten, wie in der am 11. Oktober 1963 gemeinsam mit Richter realisierten Demonstration Leben mit Pop – eine Demonstration für den kapitalistischen Realismus im Düsseldorfer Möbelhaus Berges, mit dessen Inhaber er persönlich bekannt war. Durch diese Aktion initiierten sie die German Pop Art. Da Lueg als Maler seinen Lebensunterhalt nicht bestreiten konnte, war er bis 1967 außerdem als Kunstlehrer an einem Gymnasium in Düsseldorf-Gerresheim tätig. Als Galerist und Förderer Luegs trat René Block auf, auf dessen Berliner Eröffnungsausstellung er, Richter, Polke und Kuttner am 15. September 1964 mit Werken vertreten waren. Mit den Arbeiten Die Verlierer und Cassius Clay zeigte Lueg dabei seine ersten Bilder aus der Reihe der Fußball- und Boxerbilder, die auf der Grundlage von Zeitungsbildern entstanden waren und eine zentrale Stellung in seinem Œuvre einnehmen. Die erste Einzelausstellung Luegs fand vom 1. bis 27. Juli 1964 mit neuen Sportlerbildern in der Galerie Schmela statt.

### Galerie und Kunstsammlung

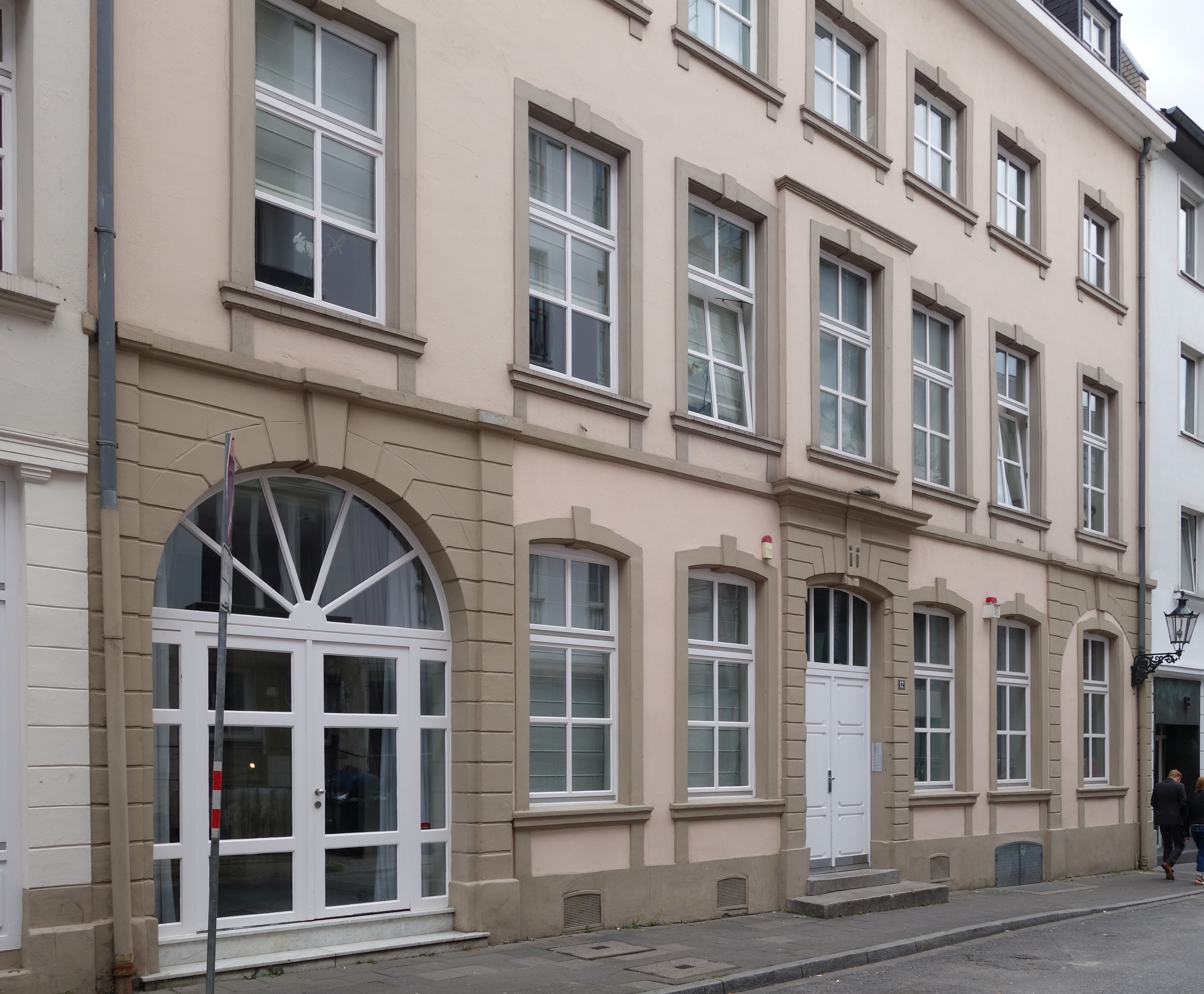
Neubrückstraße 12 (2016)

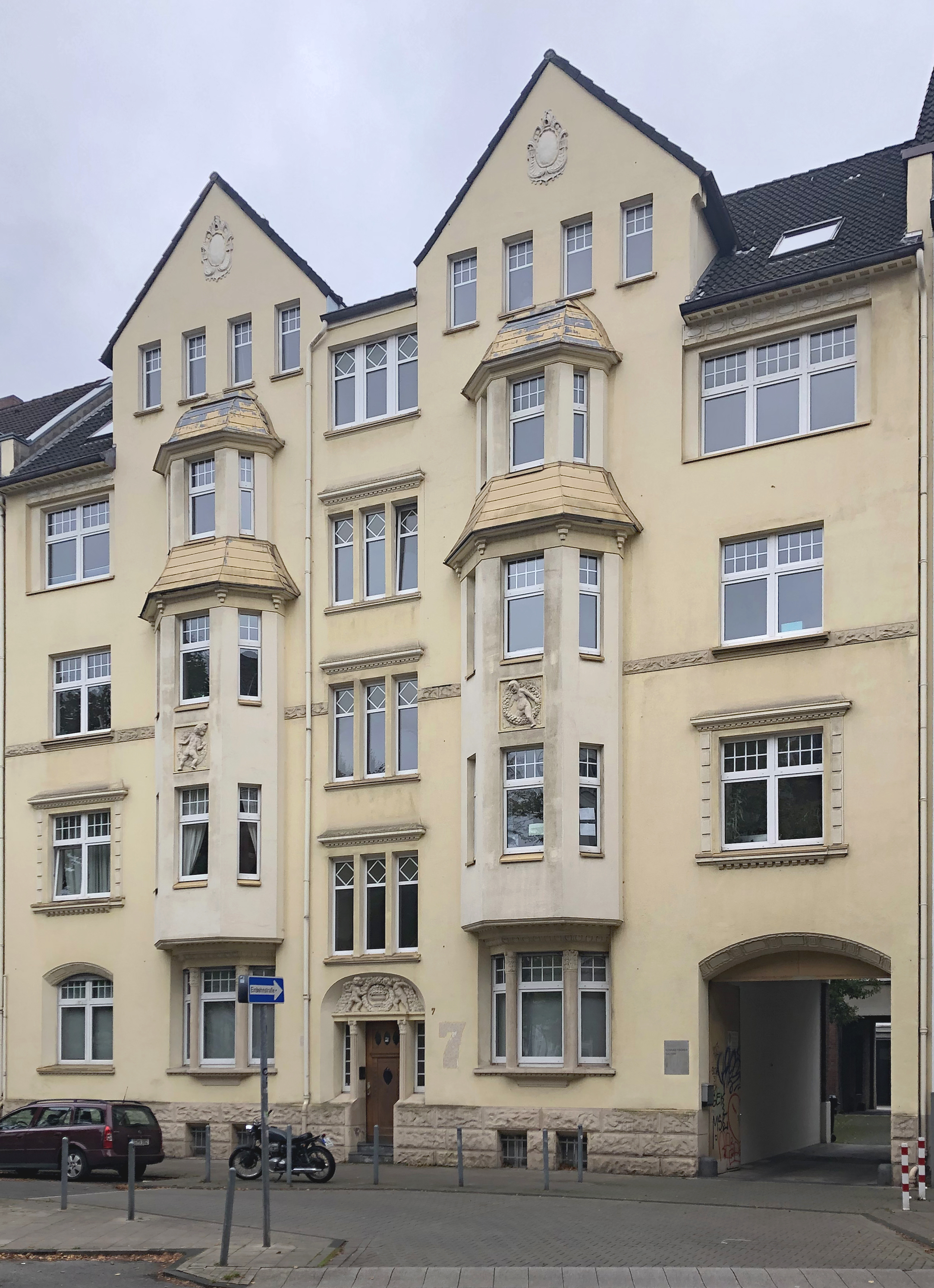
Konrad Fischer Galerie, Platanenstraße 7 (Toreinfahrt), Düsseldorf (2020)

Unter seinem Geburtsnamen Konrad Fischer eröffnete er 1967 in Düsseldorf eine Galerie, die er zu einer der weltweit einflussreichsten entwickelte. Hierbei machte er aus der schmalen Tordurchfahrt des Gebäudes Neubrückstraße 12 in der Altstadt einen Ausstellungsraum, indem er an den Stirnseiten Glaswände einzog, und startete eine konzeptionell innovative Reihe namens „Ausstellungen bei Konrad Fischer“. Im selben Gebäude, mit Zugang über die Haustür, war von 1967 bis 1976 das avantgardistische Künstlerlokal Creamcheese angesiedelt. Fischer vertrat Künstler des Minimalismus und der Konzeptkunst, unter anderem Carl Andre, Joseph Beuys, Hanne Darboven, Hamish Fulton, Sol LeWitt, Richard Long, Bruce Nauman, Markus Oehlen, Blinky Palermo, Reiner Ruthenbeck, Lawrence Weiner und Lothar Baumgarten. Vor allem durch die Ausstellung amerikanischer Künstler erlangte die Galerie kunstgeschichtliche Bedeutung. Sie trug wesentlich dazu bei, Düsseldorf zu einem Brennpunkt zeitgenössischer Kunst zu machen. Eine beträchtliche Kunstsammlung, die Konrad Fischer mit seiner Frau aus bis zu 250 Werken von rund 35 Künstlern angelegt hatte, sowie das Archiv der gemeinsam betriebenen Galerie des Ehepaars erwarb das Land Nordrhein-Westfalen Anfang 2014 für die Kunstsammlung Nordrhein-Westfalen. Seit mehreren Jahrzehnten ist die Galerie Konrad Fischer im Düsseldorfer Stadtteil Flingern-Nord ansässig, seit 2007 auch in Berlin.

## Ausstellungen als Künstler (Auswahl)
- 1963: Leben mit Pop – eine Demonstration für den kapitalistischen Realismus (mit Gerhard Richter), Möbelhaus Berges, Düsseldorf
- 1964: Galerie Schmela, Düsseldorf
- 1964: Möglichkeiten. 13. Jahresausstellung des Deutschen Künstlerbundes, Haus am Waldsee, Berlin (auch 1966: 14. Jahresausstellung des Deutschen Künstlerbundes, Ausstellungshallen am Gruga-Park)
- 1964: Vorgartenausstellung, Galerie Parnass, Wuppertal (mit Kuttner, Polke und Richter)[19]
- 1966: Waschlappen und Handtücher, Galerie René Block, Berlin
- 1967: Konrad Lueg: Neue Bilder, Galerie Heiner Friedrich, München
- 1967: Konrad Lueg, Galerie Denise René, Paris
- 1980: Konrad Lueg. Bilder 1965–1968, Galerie Rudolf Zwirner, Köln
- 1999: When I paint my name is Konrad Lueg, P.S.1 Contemporary Art Center, Long Island City (USA); Ich nenne mich als Maler Konrad Lueg, Kunsthalle Bielfeld; 2000: As a painter I call myself Konrad Lueg, Stedelijk Museum voor Actuele Kunst (S.M.A.K.), Gent (Belgien)
- 2013: Leben mit Pop. Eine Reproduktion des Kapitalistischen Realismus. Manfred Kuttner, Konrad Lueg, Sigmar Polke, Gerhard Richter, Kunsthalle Düsseldorf

## Ausstellung seiner Kunstsammlung
- 2016–2017: „Wolke & Kristall“. Die Sammlung Dorothee und Konrad Fischer, Kunstsammlung Nordrhein-Westfalen, K20 Grabbeplatz, Düsseldorf